# إم-1978 كوكسان
إم-1978 كوكسان (الكورية: M-1978 곡산؛ هانجا: M-1978 谷山)، وهو اسم يستخدمه المحللون العسكريون الأمريكيون، والمعروف من قبل صانعيه باسم Chuch'ep'o ( مدفع جوتشي؛ (الكورية: 주체포؛ هانجا: 主體砲)، هو مدفع كوري شمالي ذاتي الحركة عيار 170 مـم (6.7 بوصة) يعتمد على هيكل الدبابة من النوع 59.
صُدرت بعض المدافع من هذا الطراز إلى دول الشرق الأوسط في أواخر الثمانينيات واستُخدمت أثناء الحرب العراقية الإيرانية. استُخدم مدفع إم-1989 كوكسان في هجوم كورسك (2024).

## التطوير
وفقًا للمحرر السابق لمجلة جينز، كريستوفر إف فوس، فإن كوكسان مبني على هيكل دبابة صينية من طراز 59، بينما أشار ميتزر وأوليمانز إلى إمكانية أن يكون هيكل دبابة سوفييتية من طراز تي-54/تي-55 بدلًا من ذلك. يوجد المدفع عيار 170 ملم في حامل مفتوح دون هيكل علوي ويُثبت عند إطلاق النار بواسطة مجرفتين قابلتين للطي كبيرتين في الخلف. كما أنه يحتوي مكابح كمامة متعددة الفتحات (ولكن لا يوجد بها مستخرج دخان). يبدو أن الرفع والرفع يتمان بالطاقة، على الرغم من أن حركة المدفع محدودة للغاية لتجنب الضغط الزائد على الهيكل. يمتلك المدفع مدى يسمح له بضرب سيول من المنطقة الكورية منزوعة السلاح. يبدو أن النطاق قد حدد اختيار العيار.
وفقًا لفوس، فإن المدفع عيار 170 ملم قد يكون مدفعًا بحريًا روسيًّا أو نظام مدفعية ساحلية وُرد إلى كوريا الشمالية في الخمسينيات من القرن العشرين. بعدما حلت الصواريخ الموجهة محل هذه المدافع، كان من الممكن استخدام المدافع المتقاعدة لبناء كوكسان؛ كما توجد فرضية أخرى مفادها أن المدافع كانت تعتمد على مدفعية كانون 18 الألمانية التي يبلغ عيارها 17 سم والتي تعود إلى حقبة الحرب العالمية الثانية. وفقًا لبرموديز جونيور، يبدو أن المدفع تصميم محلي متأثر بالمدفع الألماني والمدفع الياباني من طراز 96 عيار 15 سم، والذي نُصِّب على حصون الدفاع الساحلية في شبه الجزيرة الكورية التي يسيطر عليها جيش المنطقة السابع عشر خلال المراحل الأخيرة من الحرب العالمية الثانية.

خريطة توضح مشغلي مدفع كوكسان M-1978 باللون الأزرق والمشغلين السابقين باللون الأحمر

## المشغلون

### حاليًا
- إيران[7] − إصدار إم-1979[8]
- كوريا الشمالية[7]
- روسيا − ما يصل إلى 200 وحدة، وفقًا للقناة الثانية الألمانية.[9]

### سابقًا
- العراق − استولت عليها من إيران[3]
- الإمارات العربية المتحدة − حصلت على بعض مدافع إم-1989، لكنها لم تعد مستخدمة.[3]